# Санта Мария, Колин
Колин Хью Санта Мария (англ. Colin Hugh Santa Maria, 23 февраля 1959) — малайзийский хоккеист (хоккей на траве), полевой игрок. Участник летних Олимпийских игр 1984 года, бронзовый призёр летних Азиатских игр 1982 года.

## Биография
Колин Санта Мария родился 23 февраля 1959 года.
В 1984 году вошёл в состав сборной Малайзии по хоккею на траве на летних Олимпийских играх в Лос-Анджелесе, занявшей 11-е место. Играл в поле, провёл 7 матчей, мячей не забивал.
В 1982 году завоевал бронзовую медаль хоккейного турнира летних Азиатских игр в Нью-Дели.